# Strada romana della Fuenfría
La strada romana della Fuenfría è una strada romana spagnola che univa Segovia con Miacum (Collado Mediano). Passa per la catena della Guadarrama attraverso la valle della Fuenfría, il porto della Fuenfría e la valle di Valsaín. L'opera romana, molto trasformata dalle grandi ristrutturazioni realizzate da Filippo V nel 1722, risale all'epoca dell'imperatore Vespasiano (69 e 79 d. C.). Il tracciato della via nell'area segoviana è retto e con un dislivello approssimativamente del 10% (400 m in 4 km). Tali caratteristiche confermano l'ipotesi della sua origine romana. Ad Antonio Blázquez, archeologo e grande conoscitore della catena della Guadarrama, si deve la corretta datazione dell'origine della strada.

## Tracciato

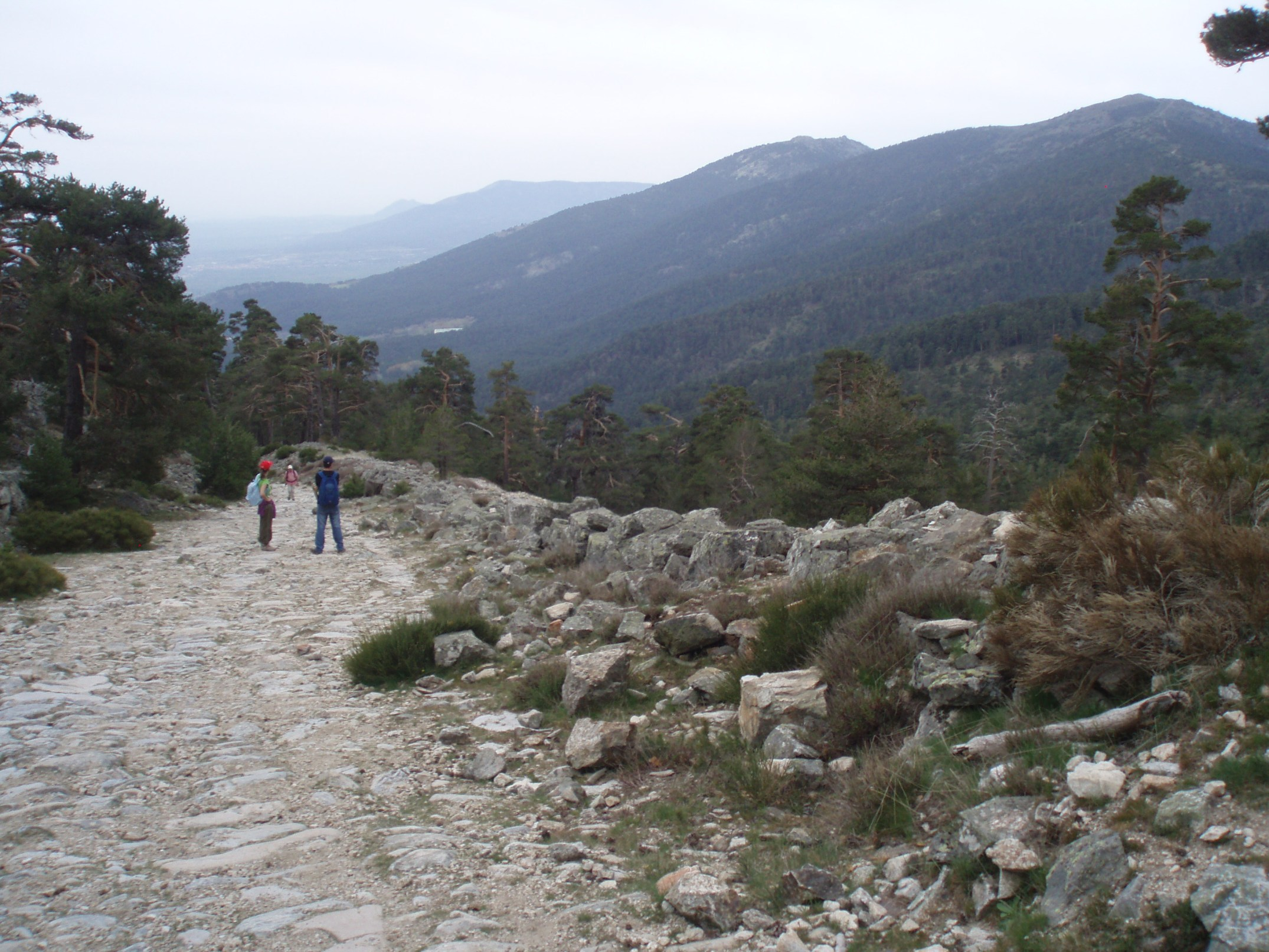
Tratto vicino al porto della Fuenfría, con la valle della Fuenfría in secondo piano.

Il percorso viene descritto nell'Itinerario Antonino, all'interno del percorso che univa Emerita Augusta (Mérida) e Caesaraugusta (Saragozza), passando nella sua parte centrale tramite Cauca (Coca), Miacum (Collado Mediano), Titulciam (Titulcia) e Complutum (Alcalà de Henares). La scoperta del miliario di Cercedilla nel 1910 permise ad Antonio Blázquez di attribuire con sicurezza il passo della Fuenfría a questa via, anche se la ricostruzione che ha fatto del tracciato ha prodotto controversie nel tempo.
Una ricerca effettuata da Javier Rivas López, Gesù Rodríguez Morali e Isaac Moreno Gallo ritiene che la strada odierna non coincida in tutti i tratti con la strada romana costruita nel I sec. d.C. Alcuni scavi archeologici in questa zona hanno permesso di distinguere la parte dell'antico tracciato, che coincide nella sua parte superiore con il vecchio cammino di Segovia, dai tratti delle ricostruzioni medioevali e della successiva strada borbonica.
Il 2 di luglio di 1981 si diede avvio al processo che portò alla dichiarazione della «Calzada Romana e i ponti di Enmedio, di Descalzo, della Venta e del Reajo o del Molino» come complesso storico-artistico e archeologico, mediante una sentenza pubblicata il giorno 20 di quello stesso mese nel Boletín Ufficiale dello Stato, con la sigla del direttore generale di Belle Arti, Archiviazioni e Biblioteche del Ministero di Cultura, Javier Tusell.